# Off the Wall (album)
Off the Wall là phòng thu thứ năm của nghệ sĩ thu âm người Mỹ Michael Jackson, phát hành ngày 10 tháng 8 năm 1979 bởi Epic Records, sau vai diễn được đánh giá cao về mặt chuyên môn của Jackson trong The Wiz. Đây là album đơn ca thứ năm của ông, và là album thứ 19 mà Jackson góp giọng kể từ Diana Ross Presents The Jackson 5 (1969), cũng như là album đầu tiên của nam ca sĩ phát hành thông qua Epic. Trong khoảng thời gian thực hiện The Wiz, Jackson và Quincy Jones đã trở thành bạn bè, và Jones sau đó đồng ý làm việc với Jackson cho album phòng thu tiếp theo của ông. Quá trình ghi âm đã được diễn ra từ giữa tháng 12 năm 1978 đến tháng 6 năm 1979 tại Allen Zentz Recording, Westlake Recording Studios, và Cherokee Studios ở Los Angeles, California. Jackson đã cộng tác với một số nhà soạn nhạc và nghệ sĩ khác như Paul McCartney, Stevie Wonder và Rod Temperton. Năm đĩa đơn đã được phát hành từ album, và 3 trong số đó đã được phát hành video ca nhạc. Jackson cũng tham gia viết lời cho 3 bài hát trong Off the Wall, bao gồm đĩa đơn quán quân giành giải Grammy "Don't Stop 'til You Get Enough". Nó cũng đánh dấu mối quan hệ hợp tác lâu dài giữa Jackson và Epic Records, hãng đĩa mà ông sẽ thu âm cho đến khi ông qua đời 30 năm sau đó.
Off the Wall đánh dấu sự đổi mới so với những tác phẩm trước đây của Jackson tại Motown. Một số nhà phê bình nhận xét rằng nó là sự pha trộn giữa funk, disco, soft rock, jazz, Broadway và pop ballad. Jackson nhận được nhiều đánh giá tích cực về giọng hát của ông trong bản thu âm. Album gặt hái nhiều thành công về mặt chuyên môn và giúp nam ca sĩ thắng giải Grammy đầu tiên trong sự nghiệp. Với Off the Wall, Jackson trở thành nghệ sĩ hát đơn đầu tiên có 4 đĩa đơn từ một album lọt vào top 10 trên bảng xếp hạng Billboard Hot 100. Nó cũng là một album thành công về mặt thương mại; tính đến năm 2014, nó được chứng nhận 8 đĩa Bạch kim tại Hoa Kỳ và đã bán được hơn 20 triệu bản trên toàn thế giới, trở thành một trong những album bán chạy nhất mọi thời đại.
Vào ngày 16 tháng 10 năm 2001, một phiên bản tái phát hành đặc biệt của Off the Wall đã được phát hành bởi Sony Records. Những nhận xét mới của Allmusic và Blender tiếp tục tán dương Off the Wall bởi sự lôi cuốn của nó trong thế kỷ 21. Năm 2003, album xếp hạng 68 trong danh sách 500 album vĩ đại nhất mọi thời đại của tạp chí Rolling Stone. Hiệp hội kinh doanh thu âm quốc gia (Hoa Kỳ) cũng liệt kê nó ở vị trí thứ 80 trong danh sách Định nghĩa 200 album của mọi thời đại. Năm 2008, Off the Wall đã được đưa vào Đại sảnh Danh vọng Grammy.

## Tổng quan
Từ năm 1972, Michael Jackson đã phát hành tổng cộng bốn album phòng thu hát đơn với hãng Motown, trong số đó có Got to Be There và Ben. Chúng được phát hành dưới thương hiệu của The Jackson 5, và đã tạo ra được những single thành công như "Got to Be There", "Ben" và bản hát lại "Rockin' Robin" của Bobby Day. Tuy nhiên, doanh số bán hàng của nhóm Jackson 5 dần đi xuống vào năm 1973, và các thành viên trong nhóm không hài lòng vì Motown nghiêm ngặt từ chối cho phép họ sáng tạo hoặc bổ sung cái mới. Mặc dù nhóm đã có một vài bài hit lọt vào tốp 40, trong đó single disco lọt vào tốp 5 "Dancing Machine" và tốp 20 "I Am Love", The Jackson 5 (trừ Jermaine Jackson) rời Motown vào năm 1975. The Jackson 5 ký hợp đồng mới với CBS Records vào tháng 6 năm 1975, đầu tiên tham gia vào nhánh Philadelphia International Records rồi sau đó là Epic Records. Do vấn đề kiện tụng pháp lý, nhóm phải đổi tên thành The Jacksons. Sau khi đổi tên, nhóm tiếp tục lưu diễn vòng quanh thế giới, phát hành thêm sáu album nữa từ năm 1976 đến 1984. Trong thời kỳ từ 1976 đến 1984, Michael Jackson là người viết bài chính cho nhóm, đã viết hoặc viết chung trong các bài hit như "Shake Your Body (Down to the Ground)", "This Place Hotel" và "Can You Feel It".
Vào năm 1978, Jackson có một vai diễn Scarecrow trong bộ phim ca nhạc The Wiz. Nhạc trong phim được biên soạn bởi Quincy Jones, người kết bạn với Jackson trong quá trình làm phim và đồng ý sản xuất album hát đơn Off the Wall cho anh. Jackson rất chú tâm vào vai diễn này, và đã xem những cuộn băng quay cảnh linh dương, báo gêpa và báo để học cách di chuyển giống như chúng trong vai diễn của mình. Jones đã nhắc lại rằng thời gian làm việc với Jackson là một trong những kinh nghiệm đáng nhớ trong The Wiz, và nói về sự cống hiến của Jackson cho vai diễn, so sánh phong cách diễn xuất của anh với Sammy Davis, Jr.. Các nhà phê bình tỏ ý chê The Wiz khi nó được phát hành tháng 10 năm 1978. Chỉ có vai diễn Scarecrow của Jackson là một trong những yếu tố được khen ngợi trong phim, các nhà bình luận nói rằng Jackson sở hữu một "tài năng diễn xuất thực sự" và "tạo ra những khoảnh khắc đáng nhớ thực sự duy nhất". Về kết quả của bộ phim, Jackson đã nói: "Tôi không nghĩ nó có thể tốt hơn, thực sự là tôi nghĩ vậy". Vào năm 1980, Jackson nói rằng thời gian anh làm việc trong phim The Wiz là "trải nghiệm tuyệt nhất của tôi từ trước tới nay...Tôi sẽ không quên điều đó".
Vào năm 1979, Jackson bị gãy mũi trong một bước nhảy phức tạp. Cuộc phẫu thuật nâng mũi sau đó của anh không thành công trọn vẹn, và Jackson than thở rằng anh thở khó và nó sẽ ảnh hưởng đến sự nghiệp của anh. Sau đó anh chuyển sang khám bác sĩ Steven Hoefflin, người đã tiến hành phẫu thuật nâng mũi lần thứ hai cho Jackson và các cuộc phẫu thuật khác về sau.

## Sản xuất
Khi Jackson bắt đầu dự án Off the Wall anh không chắc mình sẽ mình mong muốn một kết quả ra sao. Tuy nhiên anh không muốn có một đĩa nhạc nữa có âm hưởng giống như The Jacksons. Anh muốn tự do sáng tạo nhiều hơn, một cái gì đó mà anh đã không được phép làm trong các album trước. Jones và Jackson cùng kết hợp sản xuất Off the Wall, những nhạc sĩ tham gia gồm có Jackson, Rod Temperton của Heatwave, Stevie Wonder và Paul McCartney. Tất cả buổi thu âm đều diễn ra ở các phòng thu đặt tại Los Angeles County. Giai điệu và bài hát được thu tại Allen Zentz Recording, phần âm thanh thổi còi thu tại Westlake Audio, và nhạc cụ dây thu tại Cherokee Studios ở Tây Hollywood. Sau các buổi thu đầu tiên, phối âm được thực hiện bởi kỹ sư đã từng đoạt giải Grammy Bruce Swedien tại Westlake Audio, sau đó các băng gốc được chuyển đến A&M Recording Studio, cũng đặt tại L.A., để làm đĩa master. Swedien sau này cũng là người phối các bản thu trong album kế tiếp của Jackson và là tác phẩm nổi tiếng nhất của anh, Thriller năm 1982. Jones đã nhớ lại rằng, thoạt đầu, anh cảm thấy Jackson là người nhút nhát, e thẹn và không được quyết đoán.
"She's out of My Life" do Jones viết vào ba năm trước, Jackson nghe và thích nó, Jones đã cho phép anh sử dụng nó trong đĩa của mình. Jones cũng mời Rod Temperton viết ba bài. Dự kiến là Jackson và Jones sẽ lựa một trong ba bài hát của ông, nhưng Jackson thích toàn bộ nên đã đưa cả ba vào trong bản thu cuối. Jackson thức trắng nhiều đêm để học lời nhạc của cá bài hát này thay vì hát nó dựa theo bản nhạc. Anh kết thúc việc thu âm ba bản Temperton trong hai buổi thu. Temperton đã có cách tiếp cận bài hát của mình khác đi sau khi nghiên cứu phong cách nhạc của Jackson. Temperton đã phối hợp các giai điệu hài hòa truyền thống của ông với ý tưởng thêm vào các giai điệu với nốt ngắn hơn để hợp với phong cách mạnh mẽ của Jackson. Jackson đã viết "Don't Stop 'til You Get Enough" sau khi nghĩ ra giai điệu trong nhà bếp của anh. Sau khi nghe hàng trăm bài hát, Jackson và Jones quyết định sẽ thu âm một nhóm bài. Sau này, Jones tin rằng họ đã bỏ qua nhiều nguy cơ khi sản xuất Off the Wall và cả khi lựa chọn các bài hát cuối cùng.
Sự chú ý cũng được tập trung vào bìa album, trong đó là hình Jackson đang cười, mặc bộ vét và đôi tất đặc trưng. Giám đốc của ông đã nói, "Bộ vét là kế hoạch chung cho dự án và gói Off the Wall. Bộ vét là ý tưởng của chúng tôi, đôi tất là ý tưởng của Michael".

## Danh sách bài hát
| STT | Nhan đề                          | Sáng tác                         | Thời lượng |
| --- | -------------------------------- | -------------------------------- | ---------- |
| 1.  | "Don't Stop 'til You Get Enough" | Michael Jackson                  | 6:05       |
| 2.  | "Rock with You"                  | Rod Temperton                    | 3:40       |
| 3.  | "Workin' Day and Night"          | Jackson                          | 5:14       |
| 4.  | "Get on the Floor"               | Jackson, Louis Johnson           | 4:39       |
| 5.  | "Off the Wall"                   | Temperton                        | 4:06       |
| 6.  | "Girlfriend"                     | Paul McCartney                   | 3:05       |
| 7.  | "She's out of My Life"           | Tom Bahler                       | 3:38       |
| 8.  | "I Can't Help It"                | Susaye Greene, Stevie Wonder     | 4:28       |
| 9.  | "It's the Falling in Love"       | David Foster, Carole Bayer Sager | 3:48       |
| 10. | "Burn This Disco Out"            | Temperton                        | 3:40       |

| Bản đặc biệt 2001 | Bản đặc biệt 2001                                       | Bản đặc biệt 2001 |
| STT               | Nhan đề                                                 | Thời lượng        |
| ----------------- | ------------------------------------------------------- | ----------------- |
| 11.               | "Phỏng vấn Quincy Jones 1"                              | 0:37              |
| 12.               | "Giới thiệu vào Don't Stop 'Til You Get Enough demo"    | 0:13              |
| 13.               | "Don't Stop 'Til You Get Enough" (bản demo gốc từ 1978) | 4:48              |
| 14.               | "Phỏng vấn Quincy Jones 2"                              | 0:30              |
| 15.               | "Giới thiệu vào Workin' Day and Night demo"             | 0:10              |
| 16.               | "Workin' Day and Night" (bản demo gốc từ 1978)          | 4:19              |
| 17.               | "Phỏng vấn Quincy Jones 3"                              | 0:48              |
| 18.               | "Phỏng vấn Rod Temperton"                               | 4:57              |
| 19.               | "Phỏng vấn Quincy Jones"                                | 1:32              |

## Chứng nhận
| Quốc gia                                                                           | Chứng nhận  | Số đơn vị/doanh số chứng nhận |
| ---------------------------------------------------------------------------------- | ----------- | ----------------------------- |
| Úc (ARIA)                                                                          | 5× Bạch kim | 350.000^                      |
| Áo (IFPI Áo)                                                                       | Bạch kim    | 50.000*                       |
| Canada (Music Canada)                                                              | 3x Bạch kim | 300,000                       |
| Châu Âu (IFPI)                                                                     | 4× Bạch kim | 4.000.000*                    |
| Pháp (SNEP)                                                                        | Bạch kim    | 300,000*                      |
| Đức (BVMI)                                                                         | Bạch kim    | 500.000^                      |
| Hồng Kông (IFPI Hồng Kông)                                                         | Vàng        | 15,000*                       |
| Ý (FIMI)                                                                           | Vàng        | 30,000*                       |
| Nhật Bản (RIAJ)                                                                    | 2x Bạch kim | 500,000                       |
| México (AMPROFON)                                                                  | 3× Bạch kim | 500,000                       |
| New Zealand (RMNZ)                                                                 | 6× Bạch kim | 90.000^                       |
| Thụy Sĩ (IFPI)                                                                     | Bạch kim    | 50.000^                       |
| Anh Quốc (BPI)                                                                     | 6× Bạch kim | 1,971,000                     |
| Hoa Kỳ (RIAA)                                                                      | 8× Bạch kim | 8.000.000^                    |
| Tổng hợp                                                                           |             |                               |
| Toàn cầu                                                                           | —           | 20,000,000                    |
| * Chứng nhận dựa theo doanh số tiêu thụ. ^ Chứng nhận dựa theo doanh số nhập hàng. |             |                               |